# Xanəgah (Quba)
Xanəgah è un comune dell'Azerbaigian situato nel distretto di Quba. Conta una popolazione di 606 abitanti.